# Frederic Garfield Worden
Frederic Garfield Worden (* 22. März 1918 in Syracuse, New York; † 7. Juni 1995) war ein US-amerikanischer Arzt, Hochschullehrer und Neurowissenschaftler.

## Leben
Frederic Garfield Worden, Sohn von Vivien S. Worden und dessen Ehefrau Alice Garfield Davis Worden, begann nach dem Schulbesuch ein grundständiges Studium am Dartmouth College, das er 1939 mit einem Bachelor of Arts (B.A.) beendete. Ein darauf folgendes postgraduales Studium der Medizin an der University of Chicago schloss er 1942 mit einem Doktor der Medizin (M.D.) ab. Im Anschluss begann er seine berufliche Laufbahn und war zunächst zwischen 1942 und 1943 als Internist an der Osler Medical Clinic des Johns Hopkins Hospital sowie von 1943 bis 1950 als Arzt an der Henry Phipps Psychiatric Clinic tätig. Daneben diente er als Major der Army of the United States. Zugleich war er von 1946 bis 1948 Fellow der Commonwealth Foundation und Wissenschaftlicher Assistent für Psychiatrie an der Johns Hopkins Medical School sowie zwischen 1949 und 1952 Dozent für Psychiatrie am Baltimore Psychoanalytic Institute. Des Weiteren war er von 1950 bis 1952 Ärztlicher Direktor des Sheppard and Enoch Pratt Hospital in Towson sowie dort im Anschluss zwischen 1952 und 1953 Therapeutischer Leiter.
1953 übernahm Worden einen Professur für Psychiatrie und psychiatrische Forschung an der Medizinischen Fakultät der University of California, Los Angeles (UCLA), an der er bis 1969 lehrte. Zuletzt war er zwischen 1968 und 1969 auch Leiter der Abteilung für Erwachsenenpsychiatrie der der Medizinischen Fakultät der UCLA. 1969 wechselte er als Professor für Psychiatrie und Direktor des Neurowissenschaftlichen Forschungsprogramms am Massachusetts Institute of Technology (MIT) und war dort bis zu seiner Emeritierung 1983 tätig. 1971 wurde er Mitglied der American Academy of Arts and Sciences und gehörte zwischen 1971 und 1974 zugleich als Mitglied dem Prüfungsausschuss für wissenschaftliche Forschungsentwicklung des National Institute of Mental Health (NIMH) an. Er war weiterhin von 1971 bis 1974 Mitglied der Kommission für Gehirnwissenschaften des National Research Council (NRC) sowie zwischen 1973 und 1976 Mitglied des Direktoriums des Stiftungsfonds für psychiatrische Forschung. Darüber hinaus war er von 1975 bis 1978 Mitglied des Wissenschaftlichen Beirates des NIMH, zwischen 1979 und 1995 Mitglied des Aufsichtsrates der Medizinischen Fakultät (Geisel School of Medicine) des Dartmouth College sowie von 1980 bis 1983 Mitglied des Nationalen Beirates des Mental Health Council.
Aus seiner am 8. Januar 1944 geschlossenen Ehe mit Katharine Cole gingen drei Söhne und zwei Töchter hervor.

## Weblink
- Frederic Garfield Worden (prabook.com)